# Rosqo
 Rosqo est un groupe de rock vaudois fondé en 2002.

## Biographie
Groupe de rock de Lausanne formé en 2002, Rosqo est composé de Guillaume Conne au chant et à la guitare, de Jérémie Conne à la batterie, de Sandro Lisci à la guitare et de Grégoire Chollet à la basse. Au départ, Guillaume, Jérémie et Grégoire se réunissent dans un local pour des jam sessions plutôt funk, avant d'être rejoints par Sandro Lisci et sa guitare. Un nom plus tard - emprunté au shérif niais d'une célèbre série télévisée américaine - le groupe durcit son style et propose un premier concert rock sur la scène estudiantine du Zélig à Lausanne. Leur premier album Taikonaut sort dans la foulée, en 2004, sur le label lausannois Gentlemen Records.
Rock nerveux aux guitares envoûtantes, Rosqo offre des compositions qui font la part belle à l'instrumentation. La critique leur reconnaît une certaine aisance scénique qui les emmène défendre leur premier album sur les scènes de Suisse, notamment alémaniques, où leur indie rock tendu est apprécié. Ils jouent même en 2005 au "Rock oz'Arènes" d'Avenches en première partie de The Cure. Forts de leur succès, ils s'envolent en 2008 pour l'Angleterre, à Bristol, où ils confient l'enregistrement et le mixage de leur second album No stone left unturned à Alistair Chant. Cet album conduira le groupe sur la scène du Paléo Festival de Nyon en 2008.
Rosqo n'a que peu joué ni sorti le moindre album depuis 2008. Guillaume Conne et Sandro Lisci ont tout de même participé entre 2010 et 2013 au renouveau de Chewy, fer de lance des groupes lausannois dans les années 1990. On les retrouve cependant avec Rosqo en 2013 au "Lôzane's Burning", grand raout hivernal du rock lausannois. Ils promettent également un nouvel album et une nouvelle tournée pour l'année 2013. 

## Sources
- « Rosqo », sur la base de données des personnalités vaudoises sur la plateforme « Patrinum » de la Bibliothèque cantonale et universitaire de Lausanne.
- Barras, François, "Rosqo au décollage", 24 Heures, 2005/08/18, p. 13
- Barras, François, "Pas une bande de Mickeys!", 24 heures, 2008/02/14, p. 36.